# Опавські князі

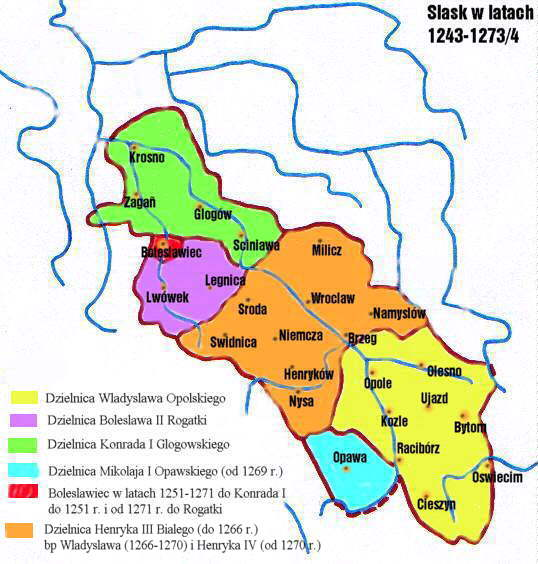
Мапа Опавського князівства

Опавські князі — володарі і правителі самостійного Опавського князівства, що виникло у 1260-х роках, внаслідок поділу незалежного Сілезького князівства на кордоні з Моравським князівством. В німецькій традиції - герцогство Тропау. Столицею князівства було місто Опава. Найбільші міста - Брунталь, Карнов, Глучин і Ґлубчиці. В ньому правили князі з династії Сілезьких Перемисловичів.
У VI столітті на території пізнішого Опавського князівства оселилося західнослов'янське плем'я голасичів. У VI—ІХ століттях голаси утворили племінний союз з власними князями. У IX столітті Велико-Моравська імперія намагалася підкорити Голасчину. Після розпаду Велико-Моравської імперії Голасчина потрапила під владу Чеського князівства.
На початку XI століття держава Перемисловичів втратила більшу частину Сілезії, але зберегла Опавщину. Опавські землі входили до складу Оломоуцького князівства. 1182 року удільні князівства були об'єднані в Моравське маркграфство, з якого пізніше були виділені Оломоуцьке єпископство та Опавське князівство як незалежні Землі Богемської Корони.
Близько 1269 р. король Перемисл Отакар II надав своєму позашлюбному синові Миколі І Опаському (1255–1318) цей уділ. У документах Микола згадується як «володар Опави».

Після битви на Моравському полі 1278 року та перебування Миколи II в угорському полоні (1278–1281) в замку Опави проживала королева-вдова Кунегунда Ростиславна. У 1308-1311 роках князь Вратиславський Болько III Марнотратний управляв Опавським князівством, як компенсація за неоплачений посаг своєї дружини Маргарити, сестри короля Богемії Вацлава III.

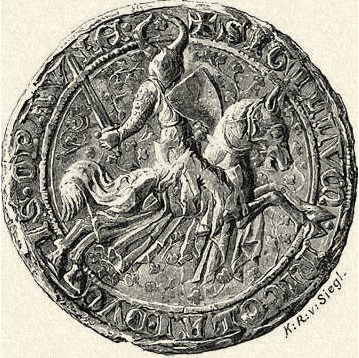
Печатка Миколи II Опавського

1318 року Опавське князівство було надано сину Миколи І - Миколі II Опаському (1288–1365), як лен Богемського королівства. Таким чином Опаське князівство відокремилось від Моравії і Сілезії як самостійна держава. Між 1336 і 1365 роками вого було в особистій унії з Рабиторським князівством. Після смерті Миколи II, Опавське князівство було поділено між його чотирма синами. Навіть у самому місті Опава було створено чотири незалежні міські ради, які керували чотирма частинами розділеного міста. Однак ця система виявилася неефективною і незабаром була скасована.
1377 року князівство було розділено на Опавське та Карновське, в яких правили нащадки Миколи II Опавського, поки 1465 року ці землі не потрапила в руки Богемського короля Їржі з Подєбрад (1420–1471). Новим князем він призначив свого сина Вікторина. Однак 1485 року після окупації угорським королем Матвієм Корвіном, той віддав Опаву своєму синові Івану Корвіну. Після смерті Матіаша Корвіна, король Володислав II Ягелон перебрав правління Сілезією відповідно до Оломоуцької угоди. 1526 року, після смерті короля Людвика Ягелона, Опаське князівство, як і все королівство Богемії потрапило під владу австрійських Габсбургів.
1613 року король Матвій Габсбург надав Опаву як феод своєму союзнику Карлу I Ліхтенштейну (1569–1627), а у 1622 році він також надав йому сусіднє Карновське князівство. Відтоді глава династії Ліхтенштейнів носить титул князів (герцогів) Опавських як частину свого титулу - князь Ліхтенштейну, князь Опави і Карнова (герцог фон Тропау і Ягендорф), граф Рітберг.

## Опавські_князі
- 1269–1308: Микола I Опавський, позашлюбний син короля Премисла Отакара II, в угорському полоні (1278-1281)
  - 1278-1281: Кунегунда Ростиславна, вдова короля Премисла Отакара II
- 1308–1311 роки: Болеслав III Марнотратний, князь Вратиславський, управляв князівством як посаг своєї дружини Маркети, доньки короля Премисла Отакара II
- 1311–1318: Микола I Опавський, титулярний, намагався повернути контроль над князівством
- 1318–1365: Микола II Опавський, син Миколи І, князь Опавський і Ратиборський
- 1365–1377: Іван І Ратиборський, син Миколи II, князь Опавський і Ратиборський
- 1377–1381: Вацлав І Опавський, син Миколи II, князь Опавський
- 1377-1385: Микола III Опавський, син Миколи II, князь Опавський, князь Глубчицкий (1377—1394)
- 1377–1433: Премисл І Опавський, син Миколи II, князь Опавський
- 1433–1445: Вацлав II Опавський, син Премисла І, князь Опавський
- 1433–1437: Микола IV Опавський, син Премисла І, князь Опавський разом із братом Вацлавом II
- 1433–1452: Вілем I Опавський, син Пршемисла І, князь Опавський
- 1433–1456: Премишль II Опавський, син Пршемисла І, князь-співправитель Опавський
- 1433–1456: Арност Опавський, син Премисла І, князь Опавський разом із братом Вацлавом II (1433—1452), князь Зембицький (1452—1456)
- 1452–1456:
  - Фрідрих Опавський, малолітній син Вілема Опаського
  - Вацлав III Опаваський малолітній син Вілема Опаського
  - Премишль III Опаваський малолітній син Вілема Опаського
- 1456–1460 Болько V Гусит, князь Немодлинський і Стрілецький

Регент Опавського князівства при малолітніхи синах Вілема І, їх дядько Арност 1456 року продав землі, що належали племінникам, 2/3 Опавського князівства далекому родичу, князю Опольському Больку V Гуситу за 28 тисяч дукатів.
- 1445–1454: Януш І Опавський, син Вацлава II, князь Глубчицький і Фульнекський
- 1445–1485: Іван III Благочестивий, син Вацлава II, князь Глубчицький

Після смерті батька, князя Вацлава II, його сини Януш та Іван III отримали 1/3 Опавського князівства, але фактично ним управляли брати Вацлава II - Вілем, а потім Арност. Не маючи спадкоємців, Іван III 1464 року продав свої права на Опавське князівство королю Їржі з Подебрад.
- 1464—1465: Їржі з Подебрад, король Богемії
- 1465—1485: Вікторін з Подебрад, син короля Їржі, князь Опавський
- 1485—1500: Іван Корвін, син короля Матвія Корвіна, князь Опавський
- 1500—1516: Володислав II Ягелончик, король Богемії, князь Опавський
- 1516—1526: Людовик II Ягелончик, король Богемії, князь Опавський
- 1526—1564: Фердінанд I Гасбург, імператор, король Богемії, князь Опавський
- 1564—1576: Максиміліян II Гасбург, імператор, король Богемії, князь Опавський
- 1576—1611: Рудольф II Гасбург, імператор, король Богемії, князь Опавський
- 1611—1613: Матвій II Гасбург, імператор, король Богемії, князь Опавський
- 1613–1627: Карло I, князь Ліхтенштейну, князь Опавський і Карновський
- 1627–1684: Карло Ейсебіус, син Карла І, князь Ліхтенштейну, князь Опавський і Карновський
- 1684–1712: Ганс-Адам I, син Карла Ейсебіуса, князь Ліхтенштейну, князь Опавський і Карновський
- 1712–1718: Йосип Вацлав I, родич Карла I Ліхтенштейнського,  князь Ліхтенштейну, князь Опавський і Карновський
- 1718–1721: Антон Флоріан, дядько Йосипа Вацлава І, князь Ліхтенштейну, князь Опавський і Карновський
- 1721–1732: Йосип Йоган Адам, син Антона Флоріана, князь Ліхтенштейну, князь Опавський і Карновський
- 1732–1748: Йоган Непомук Карло, син Йосипа Йогана Адама, князь Ліхтенштейну, князь Опавський і Карновський
- 1748–1772: Йосип Вацлав I, дядько Йосипа Йогана Адама, князь Ліхтенштейну, князь Опавський і Карновський
- 1772–1781: Франц Йосип I, племінник Йосипа Вацлава І, князь Ліхтенштейну, князь Опавський і Карновський
- 1781–1805: Алоїз I, син Франца Йосипа І, князь Ліхтенштейну, князь Опавський і Карновський
- 1805–1836: Йоган I, син Франца Йосипа І, князь Ліхтенштейну, князь Опавський і Карновський
- 1836–1858: Алоїз II, син Йогана І, князь Ліхтенштейну, князь Опавський і Карновський
- 1858–1929: Йоган II, син Алоїза II, князь Ліхтенштейну, князь Опавський і Карновський
- 1929–1938: Франц I, син Алоїза II, князь Ліхтенштейну, князь Опавський і Карновський
- 1938–1989: Франц Йосип II, внучатий племінник Франца Йосипа I, князь Ліхтенштейну, князь Опавський і Карновський
- 1989–нині: Ганс-Адам II, син Франца Йосипа II, князь Ліхтенштейну, князь Опавський і Карновський.